# WCOT-kolom
De WCOT-kolom (Wall Coated Open Tubular kolom) valt onder de capillaire kolommen. Naast de WCOT-kolom valt ook de PLOT-kolom (Porous Layer Open Tubular Kolom) onder de capillaire kolommen, maar de WCOT-kolom wordt verreweg het meeste gebruikt. Deze kolommen worden gebruikt bij gaschromatografie. 

## Eigenschappen

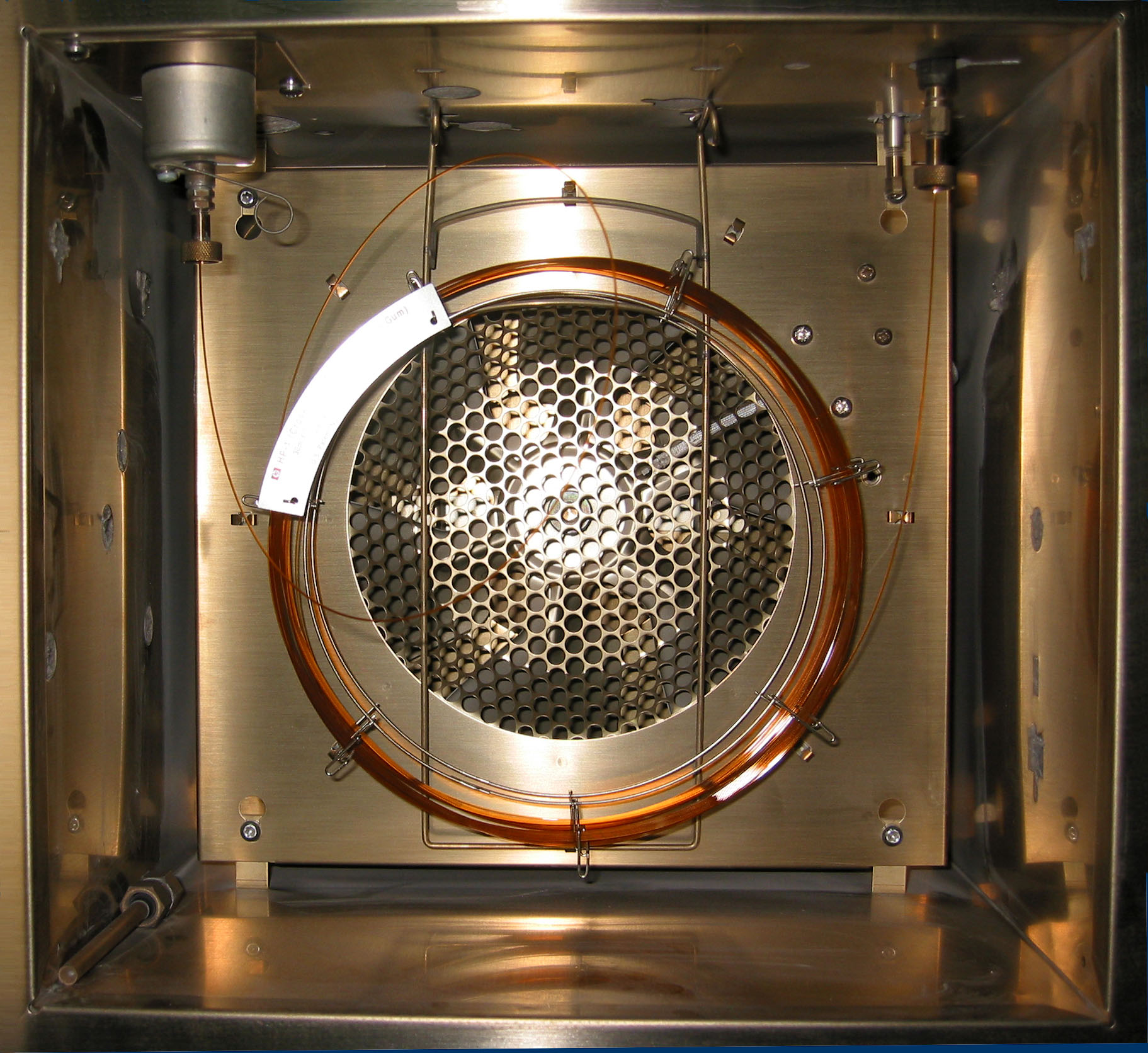
Een capillaire kolom in een gaschromatograafoven.

Een WCOT-kolom is een capillaire kolom. De stationaire fase is, in tegenstelling tot de PLOT-kolom, een vloeistof. 
De stationaire fase van de kolom is vastgehecht aan de gladde binnenwand. In sommige gevallen wordt binnenwand van de kolom eerst bewerkt, bijvoorbeeld chemisch, om de stationaire fase goed te kunnen laten binden of om actieve plekken in de wand te deactiveren. 
De kolom is gemaakt van fused silica, een zeer zuiver soort glas, gemaakt door de verbranding van tetrachloorsilaan in een zuurstofrijk milieu. Bij de reactie ontstaan zoutzuurgas en zeer zuivere siliciumdioxide. 
De interne diameter van de tube van de kolommen varieert van 100 tot 530 μm. De tube heeft een dikte van 50 μm en een lengte die kan variëren van 12 tot 100 meter. 
De kolommen zijn vrij flexibel doordat de buitenlaag bestaat uit een polyimide coating, een isotherm polymeer of een dunne aluminium laag. Doordat de kolommen flexibel zijn kunnen ze opgerold in de gaschromatograaf gebruikt worden.

## Toepassingen
Een WCOT-kolom wordt het meest gebruikt, behalve bij gasanalyses en stoffen met een laag molecuulgewicht, hierbij gaat de voorkeur uit naar de PLOT-kolom. 